# 퐁데자르
퐁데자르(프랑스어: Pont des Arts) 또는 예술의 다리(프랑스어: Passerelle des Arts)는 프랑스 파리 센강에 있는 보행자 전용 다리이며 프랑스 학술원과 루브르궁(프랑스 제1제국 치하에서 "Palais des Arts"라고 불렸던)의 중앙 광장(프랑스어: cour carée)을 연결한다. 대한민국에선 아르교라고도 한다.

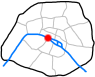
센강에서 퐁데자르의 위치

## 역사
1802년에서 1804년 사이에 나폴레옹 보나파르트 정부 하에서 현재의 퐁데자르 위치에 보행자를 위한 9개의 아치형 금속 다리가 건설되었으며 이는 파리 최초의 금속 다리였다. 당시 기술자 Louis-Alexandre de Cessart와 Jacques Dillon은 처음에 나무, 꽃밭, 벤치가 있는 공중 정원과 유사한 다리를 구상했다. 당시 다리를 건너는 데 드는 비용은 1소(sou)였다.
1975년 3월 17일, 프랑스 문화부는 퐁데자르를 국가 역사 기념물로 지정했다.
1976년 교량 및 도로 검사관(프랑스어: Ponts et Chaussées)은 제1차 세계대전과 제2차 세계대전 중에 발생한 두 차례의 공습과 여러 차례의 보트와의 충돌로 교량에 몇 가지 결함이 있다는 것을 확인했다. 결국 1977년에 퐁데자르는 폐쇄되었고, 1979년에 바지선이 다리를 들이받으면서 60 m가 붕괴되었다.
현재의 다리는 퐁뇌프와 함께 새 구조물을 재조정하면서 옛 다리의 외관을 보존할 수 있도록 아치 수를 9개에서 7개로 줄이는 건축가 루이 아레슈(Louis Arretche)의 계획에 따라 1981년에서 1984년 사이에 건설되었다. 그리고 1984년 6월 27일, 파리의 시장이었던 자크 시라크에 의해 새롭게 재건된 다리가 개통되었다.
퐁데자르는 미술 전시회장으로 사용되기도 했으며 오늘날에는 화가, 예술가, 사진작가들을 위한 "야외 스튜디오"(studio en plein air)로 사용되고 있다. 퐁데자르는 여름 동안 소풍을 즐기기 좋은 장소로도 잘 알려져 있다.
아르헨티나 작가 훌리오 코르타사르가 1963년에 지은 소설 《팔방치기》에 퐁데자르가 나온다.
1991년, 에펠탑부터 생루이섬 끝까지 파리 강변 전체가 유네스코 세계문화유산으로 지정되면서 퐁데자르는 유네스코 세계문화유산의 일부가 되었다.

## 사랑의 자물쇠

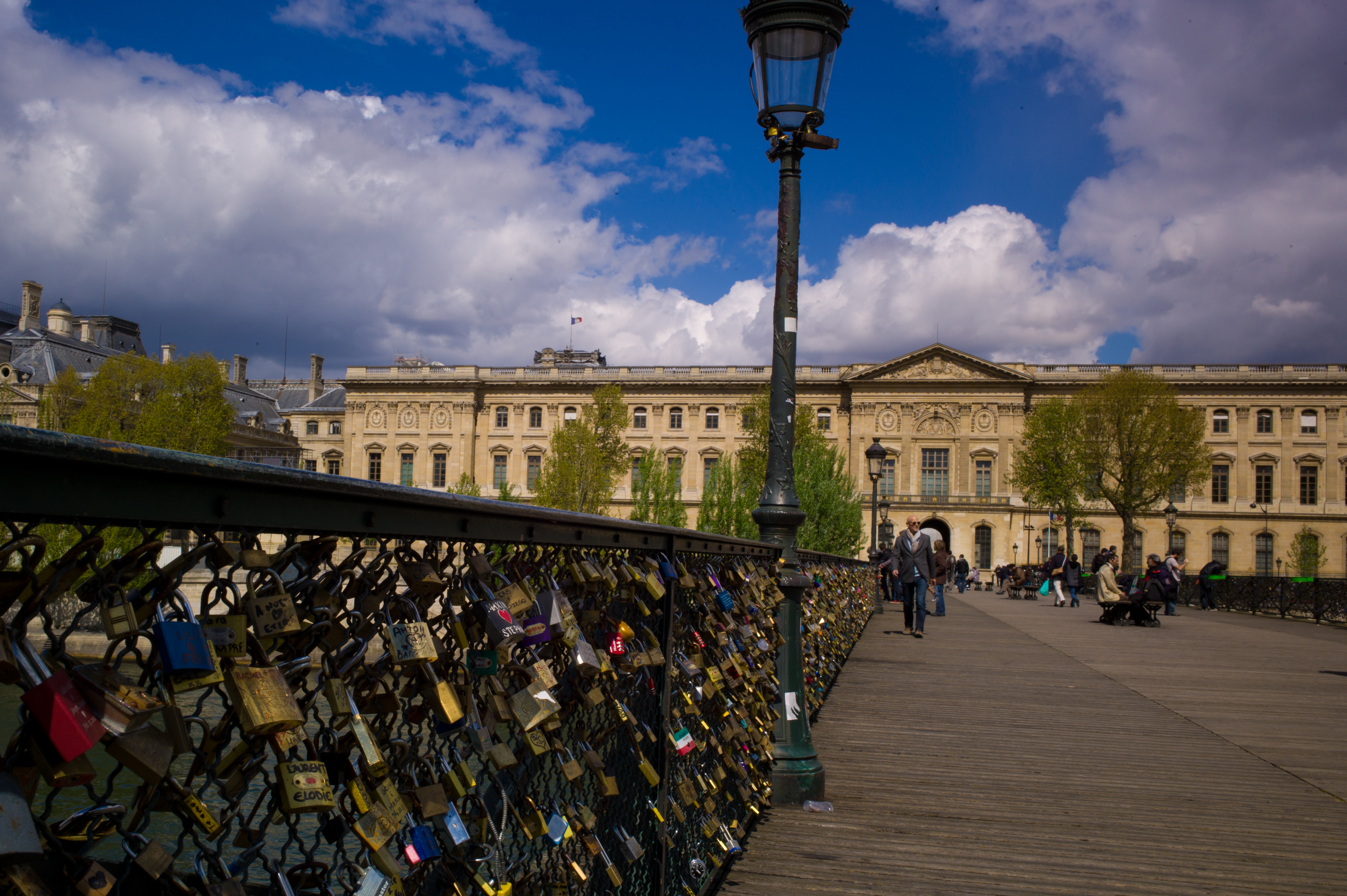
퐁데자르에 걸린 사랑의 자물쇠, 2012년 4월 19일

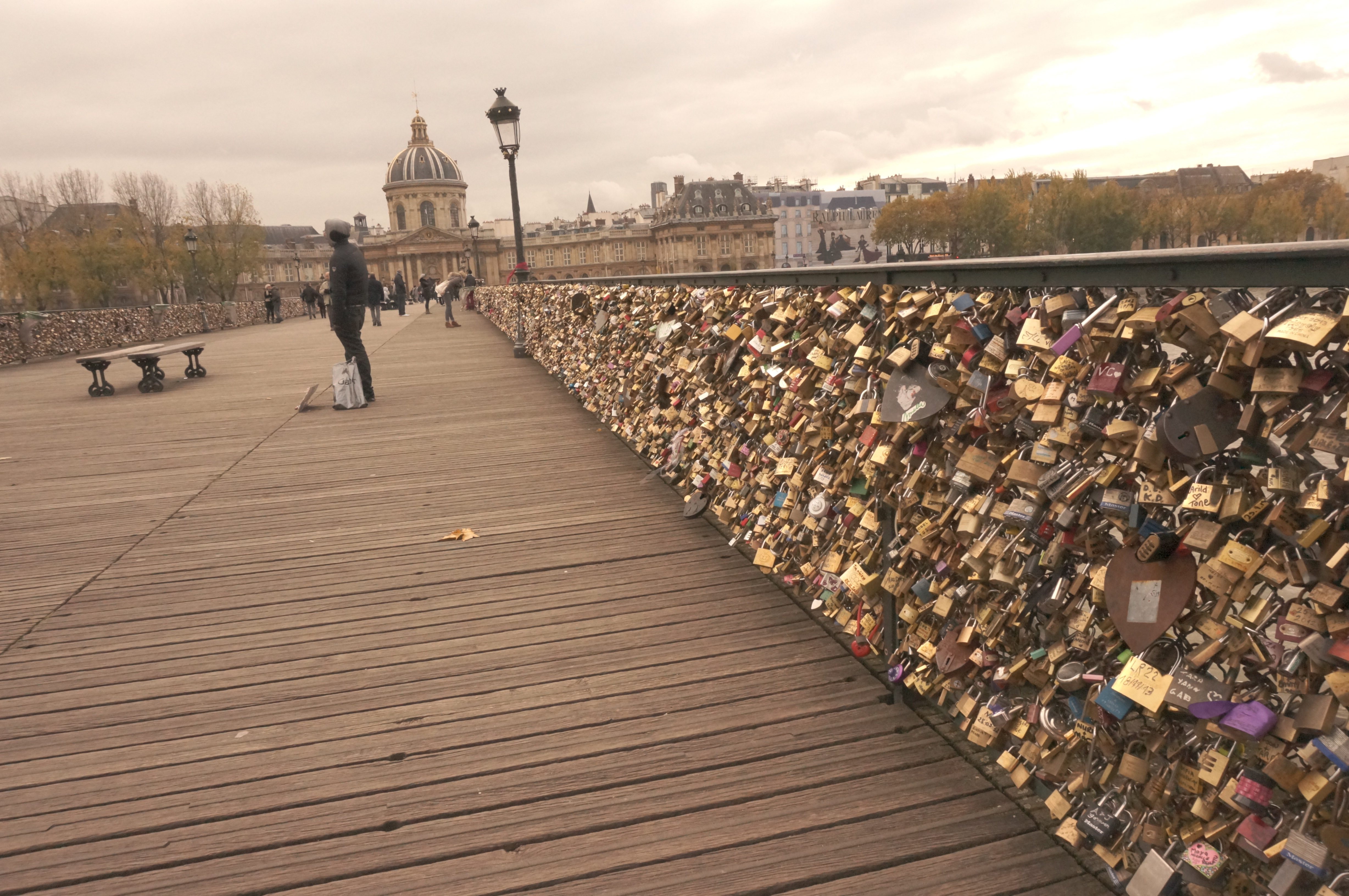
퐁데자르에 걸린 사랑의 자물쇠, 2013년 11월 20일

2008년 말부터 관광객들은 다리 옆 난간이나 창살에 자신의 이름을 적거나 새긴 사랑의 자물쇠를 달고 그 열쇠를 센강에 던지기 시작했으며 이는 커플의 헌신적인 사랑을 의미한다고 한다. 프랑스의 전통은 아니지만 이러한 사랑의 자물쇠 문화는 2008년 말부터 파리에서만 실행되어 왔으며 시 직원들이 자물쇠를 끊는 경우도 있었다. 그러나 2012년 이후로 다리를 덮고 있는 자물쇠의 수가 너무 많아져 다른 다리에도 자물쇠가 부착되기 시작했다. 자물쇠. 2014년 2월, 《르 몽드》에 따르면 2014년 여름 관광 시즌에 수천 개가 더 추가되어 자물쇠의 수가 700,000개가 넘는 것으로 추정되며 파리 당국은 이를 심각한 안전 문제를 발생하고 미관상으로도 좋지 않다고 판단했다.
2014년에는 자물쇠의 무게로 인해 교량 구조가 손상될 수 있다는 우려가 제기되었다. 2014년 5월, 새로 당선된 안 이달고 시장은 브루노 줄리어드 제1부시장에게 파리 사랑의 자물쇠를 해결할 대안을 찾는 일을 맡겼다고 발표했다. 2014년 6월에는 다리에 달린 자물쇠의 무게로 인해 다리 난간 일부가 무너졌다.
2014년 8월 파리 시장실은 "자물쇠 없는 사랑" 캠페인과 소셜 미디어 해시태그를 달면서 관광객들이 사랑의 자물쇠를 남기는 대신 "셀카"를 찍을 것을 권유했으며 웹사이트에 "우리 다리는 더 이상 여러분의 사랑의 몸짓을 견딜 수 없습니다. #자물쇠 없는 사랑"으로 여러분의 사랑을 선언하여 다리를 자유롭게 해주세요." 등의 문구로 캠페인을 홍보했다. 관광 성수기가 본격화되면서 자물쇠의 무게(시 추정치; 한 패널 당 700kg)로 인해 더 많은 패널이 무너질 위험이 있기 때문에 퐁데자르 패널의 50% 이상을 합판으로 덮어야 했다.
2014년 9월 18일, 파리시는 자물쇠를 달 수 없는 다리의 대체 재료를 찾으면서 시범적으로 다리의 패널 3개를 특수 유리로 교체했다.
수년간 지역 주민들의 불만이 제기되자 2015년 6월 1일부터 파리 시의회 직원들이 모든 자물쇠를 철거하기 시작했다. 보건안전 관계자는 "낭만적인 행위는 장기적으로 문화유산을 훼손하고 방문객에게 위험을 초래한다"고 말했다. 2015년 기준으로 100만 개 이상의 자물쇠가 설치되었으며 무게는 약 45톤에 달했다. 자물쇠와 오래된 난간을 대체한 새 패널을 색칠하기 위해 Jace, El Seed, Brusk, Pantonio 등의 거리 예술가들이 선택되었다.